# Яхреньгская Былина

Яхреньгская Былина — река в России, протекает в Подосиновском районе Кировской области. Устье реки находится в 23 км по левому берегу реки Былина. Длина реки составляет 11 км. 
Исток реки в Подосиновском районе Кировской области близ границы с Вологодской, в 10 км к юго-востоку от деревни Головино (Яхреньгское сельское поселение). Рядом с истоком находятся истоки нескольких текущих на север небольших рек бассейна реки Юг, здесь проходит водораздел бассейнов Волги и Северной Двины. Река течёт на юг, всё течение проходит по ненаселённому лесу в черте государственного природного заказника Былина.

## Данные водного реестра
По данным государственного водного реестра России относится к Камскому бассейновому округу, водохозяйственный участок реки — Вятка от города Киров до города Котельнич, речной подбассейн реки — Вятка. Речной бассейн реки — Кама.
По данным геоинформационной системы водохозяйственного районирования территории РФ, подготовленной Федеральным агентством водных ресурсов:
- Код водного объекта в государственном водном реестре — 10010300312111100035027
- Код по гидрологической изученности (ГИ) — 111103502
- Код бассейна — 10.01.03.003
- Номер тома по ГИ — 11
- Выпуск по ГИ — 1